# Linea anocutanea
Die Linea anocutanea  ist eine anatomische Grenzlinie am unteren Ende des Analkanals.

## Beschreibung
Die Linea anocutanea ist die untere Grenze des Analkanals. Sie markiert den Übergang des Anoderms (Analhaut) in die normale äußere behaarte Haut (Epidermis). Oberhalb (nach oral) der Linea anocutanea befindet sich das unverhornte hochsensible Plattenepithel des Anoderms. Es ist frei von Hautanhangsgebilden (Adnexen), wie beispielsweise Haaren oder Drüsenschläuchen. Unterhalb der Linea anocutanea liegt verhorntes Plattenepithel, das Talg-, Schweiß- und Duftdrüsen enthält.
In der englischsprachigen Fachliteratur wird die Linea anocutanea als anal verge bezeichnet.